# Бастија (Савона)
Бастија (итал. Bastia) је насеље у Италији у округу Савона, региону Лигурија.
Према процени из 2011. у насељу је живело 989 становника. Насеље се налази на надморској висини од 19 м.